# Edith Niemeyer
Edith "Edie" Niemeyer, née en 1918, est une joueuse de tennis australienne.
Associée à Joan Hartigan Bathurst, elle a réalisé sa meilleure performance en atteignant la finale du double dames de l'édition 1940 du championnat d'Australie, l'actuel Open d'Australie.

## Palmarès (partiel)

### Finale en double dames
| No | Date       | Nom et lieu du tournoi          | Catégorie | Surface      | Vainqueures               | Partenaire    | Score    |          |
| -- | ---------- | ------------------------------- | --------- | ------------ | ------------------------- | ------------- | -------- | -------- |
| 1  | 20/01/1940 | Australian Championships Sydney | G. Chelem | Gazon (ext.) | Nancye Wynne Thelma Coyne | Joan Hartigan | 7-5, 6-2 | Parcours |

## Parcours en Grand Chelem (partiel)
Si l’expression « Grand Chelem » désigne classiquement les quatre tournois les plus importants de l’histoire du tennis, elle n'est utilisée pour la première fois qu'en 1933, et n'acquiert la plénitude de son sens que peu à peu à partir des années 1950.

### En simple dames
| Année | Championnat d'Australie | Championnat d'Australie | Internationaux de France | Internationaux de France | Wimbledon | Wimbledon | US National | US National |
| ----- | ----------------------- | ----------------------- | ------------------------ | ------------------------ | --------- | --------- | ----------- | ----------- |
| 1936  | 1er tour (1/16)         | Nell Hall Hopman        | -                        | -                        | -         | -         | -           | -           |
| 1939  | 2e tour (1/8)           | Joan Hartigan           | -                        | -                        | -         | -         | -           | -           |
| 1940  | 2e tour (1/8)           | A. Hattersley           | -                        | -                        | -         | -         | -           | -           |
| 1946  | 2e tour (1/8)           | Thelma Coyne            | -                        | -                        | -         | -         | -           | -           |

À droite du résultat, l’ultime adversaire.

### En double dames
| Année | Championnat d'Australie     | Championnat d'Australie   | Internationaux de France | Internationaux de France | Wimbledon | Wimbledon | US National | US National |
| ----- | --------------------------- | ------------------------- | ------------------------ | ------------------------ | --------- | --------- | ----------- | ----------- |
| 1939  | 1/4 de finale Joan Hartigan | Thelma Coyne Nancye Wynne | -                        | -                        | -         | -         | -           | -           |
| 1940  | Finale Joan Hartigan        | Nancye Wynne Thelma Coyne | -                        | -                        | -         | -         | -           | -           |
| 1946  | 1/4 de finale Dorn McGill   | Nell Hall D. Whittaker    | -                        | -                        | -         | -         | -           | -           |

Sous le résultat, la partenaire ; à droite, l’ultime équipe adverse.

### En double mixte
| Année | Championnat d'Australie     | Championnat d'Australie   | Internationaux de France | Internationaux de France | Wimbledon | Wimbledon | US National | US National |
| ----- | --------------------------- | ------------------------- | ------------------------ | ------------------------ | --------- | --------- | ----------- | ----------- |
| 1939  | 1er tour (1/8) G. Wilkinson | Nell Hall Harry Hopman    | -                        | -                        | -         | -         | -           | -           |
| 1940  | 1/4 de finale Bill Sidwell  | Nancye Wynne Colin Long   | -                        | -                        | -         | -         | -           | -           |
| 1946  | 1er tour (1/8) P. Callaghan | Joan Hartigan R. McCarthy | -                        | -                        | -         | -         | -           | -           |

Sous le résultat, le partenaire ; à droite, l’ultime équipe adverse.